# アセトニド

一般的な1,2-アセトニドの構造。青い部分はジオール、赤い部分はアセトン

有機化学において、アセトニド（acetonide）は、ジオールにアセトンを縮合させ環状アセタールとした保護基である。この構造の系統名は、イソプロピリデンケタールである。1,2-および1,3-ジオールの一般的な保護基である。この保護基は希酸水溶液で容易に外すことができる。
副腎皮質ホルモンのアセトニドは親油性が高くなり皮膚へ良く浸透することから、薬学、皮膚科学において利用される。
- フルクロロロンアセトニド（英語版）
- フルオシノロンアセトニド（英語版）
- トリアムシノロンアセトニド（英語版）

アセトニドの使用例としては、ニコラウのタキソール全合成がある。